# Göran Hastfehr
Göran Hastfehr, född omkring 1675 i Reval, död 1709, var en svensk militär.
Göran Hastfehr var son till kammarherre Adam Bernhard Hastfehr och Anna Catharina Fleming. Han blev överstelöjtnant vid Tavastehus, Viborgs och Nyslotts läns tremänningsinfanteriregemente 1700. Han var volontäröverstelöjtnant hos Karl XII 1701–1706 och var därefter överste och chef för Ingermanländska dragonregementet. Han omkom på en sjöresa från Reval till Stockholm.